# Міллвілл (Делавер)
Міллвілл (англ. Millville) — місто (англ. town) в окрузі Сассекс штату Делавер США. Населення — 1825 осіб (2020).

## Географія
Міллвілл розташований за координатами 38°32′6″ пн. ш. 75°7′45″ зх. д. / 38.53500° пн. ш. 75.12917° зх. д. (38.535102, -75.129059).  За даними Бюро перепису населення США в 2010 році місто мало площу 6,47 км², уся площа — суходіл.

## Демографія
Згідно з переписом 2010 року, у місті мешкали 544 особи в 235 домогосподарствах у складі 147 родин. Густота населення становила 84 особи/км².  Було 433 помешкання (67/км²).
Расовий склад населення:
| - 93,0 % — білих - 2,4 % — чорних або афроамериканців - 0,7 % — азіатів - 2,2 % — осіб інших рас |

До двох чи більше рас належало 1,7 %. Частка іспаномовних становила 10,5 % від усіх жителів.
За віковим діапазоном населення розподілялося таким чином: 17,6 % — особи молодші 18 років, 64,0 % — особи у віці 18—64 років, 18,4 % — особи у віці 65 років та старші. Медіана віку мешканця становила 44,1 року. На 100 осіб жіночої статі у місті припадало 95,0 чоловіків;  на 100 жінок у віці від 18 років та старших — 94,8 чоловіків також старших 18 років.
Середній дохід на одне домашнє господарство  становив 80 503 долари США (медіана — 67 955), а середній дохід на одну сім'ю — 82 294 долари (медіана — 70 764). За межею бідності перебувало 7,0 % осіб, у тому числі 3,5 % дітей у віці до 18 років та 11,8 % осіб у віці 65 років та старших.
Цивільне працевлаштоване населення становило 537 осіб. Основні галузі зайнятості: науковці, спеціалісти, менеджери — 18,6 %, роздрібна торгівля — 18,2 %, освіта, охорона здоров'я та соціальна допомога — 14,5 %.